# Neolitsea koidzumii
Neolitsea koidzumii là loài thực vật có hoa trong họ Nguyệt quế. Loài này được (Koidz.) Kamik. miêu tả khoa học đầu tiên năm 1935.